# Petrovics Péter

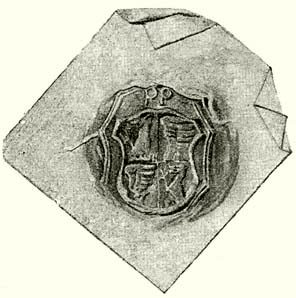
Petrovics Péter pecsétje

Petrovics Péter  (suraklini) (1485 körül – Kolozsvár 1557. október 13. vagy 15.) tiszántúli nagybirtokos főnemes, Szapolyai János király rokona és odaadó híve, temesi bán, János Zsigmond egyik gyámja, Fráter György politikai ellenfele, a magyarországi reformáció egyik fő támogatója, az "első kálvinista főúr", aki a reformáció terjedésének legtekintélyesebb és legbuzgóbb elősegítője volt korának főurai közül.

## Életpályája
Pozsega vármegyei szerb családból származott.  1514 július 15-én a  temesvári csatában – Szapolyai János parancsára – ő ejtette foglyul Dózsa György parasztvezért, akit július 20-án élve megégettek.  1526. októberében részt vett a tokaji országgyűlésen, ahol Szapolyait királlyá választották. 1528-ban megszerezte Csála várát és uradalmát  Arad vármegyében. Ekkor kezdődött el a Petrovics által behívott szerb telepesek nagy létszámú betelepülése a Maros jobb partján. 1531-ben Szapolyai Mehmed bég mellé küldte azzal a feladattal, hogy a török hadakat Morvaország felé indítsák – ez a küldetése kudarcot vallott. Ugyanebben az évben Lippa várának kapitánya. Czibak Imre kivégzése után 1534-ben  Szapolyai János temesi bánná, majd 1540-ben Fráter Györggyel és Török Bálinttal együtt fia gyámjává nevezte ki. Az 1540. júniusában meghalt király koporsóját a temesi bandériumok és zsoldoscsapatok 5–6 ezer fős seregével Szegeden át Budára, s onnan Székesfehérvárra kísérte. A szeptember végén lezajlott temetés után került sor az utód, János Zsigmond keresztelésére.
1541-ben, Buda ostroma után ő is elkísérte a Izabella királynét és a gyermek királyt Szulejmánhoz. A törökök augusztus  28-án  csellel  elfoglalták  Buda várát. Fráter Györggyel és Statileo erdélyi püspökkel egyetértve, 1541. december 29-én az erdélyi Gyalu várában ő is aláírta azt a szerződést, amely szerint az országot az 1538-as váradi béke feltételei szerint Ferdinánd örökli. Izabella királyné a neki jutott országrész kormányzását megosztotta  hívei  közt: Petrovics Péterre bízta a Duna és Maros közt fekvő területet Temesvár  központtal, Fráter Györgyre pedig „a Csanádi és váradi püspökséget“. Petrovics a törökkel való szövetség híve volt, szemben állt Fráter György politikájával, a szultán megbízásából megpróbálta elfogatni. Miután Fráter Györgyöt 1551-ben Habsburg Ferdinánd utasítására meggyilkolták, a törökök támogatásával visszaszerezte Erdélyt. 1556 márciusában a lemondott János Zsigmond és Izabella királyné visszatéréséig az országgyűlés Petrovicsot választotta meg helytartónak.
Szolgálataiért Szapolyai Jánostól, illetve annak fiától hatalmas birtokadományokat kapott.

## A reformáció támogatója

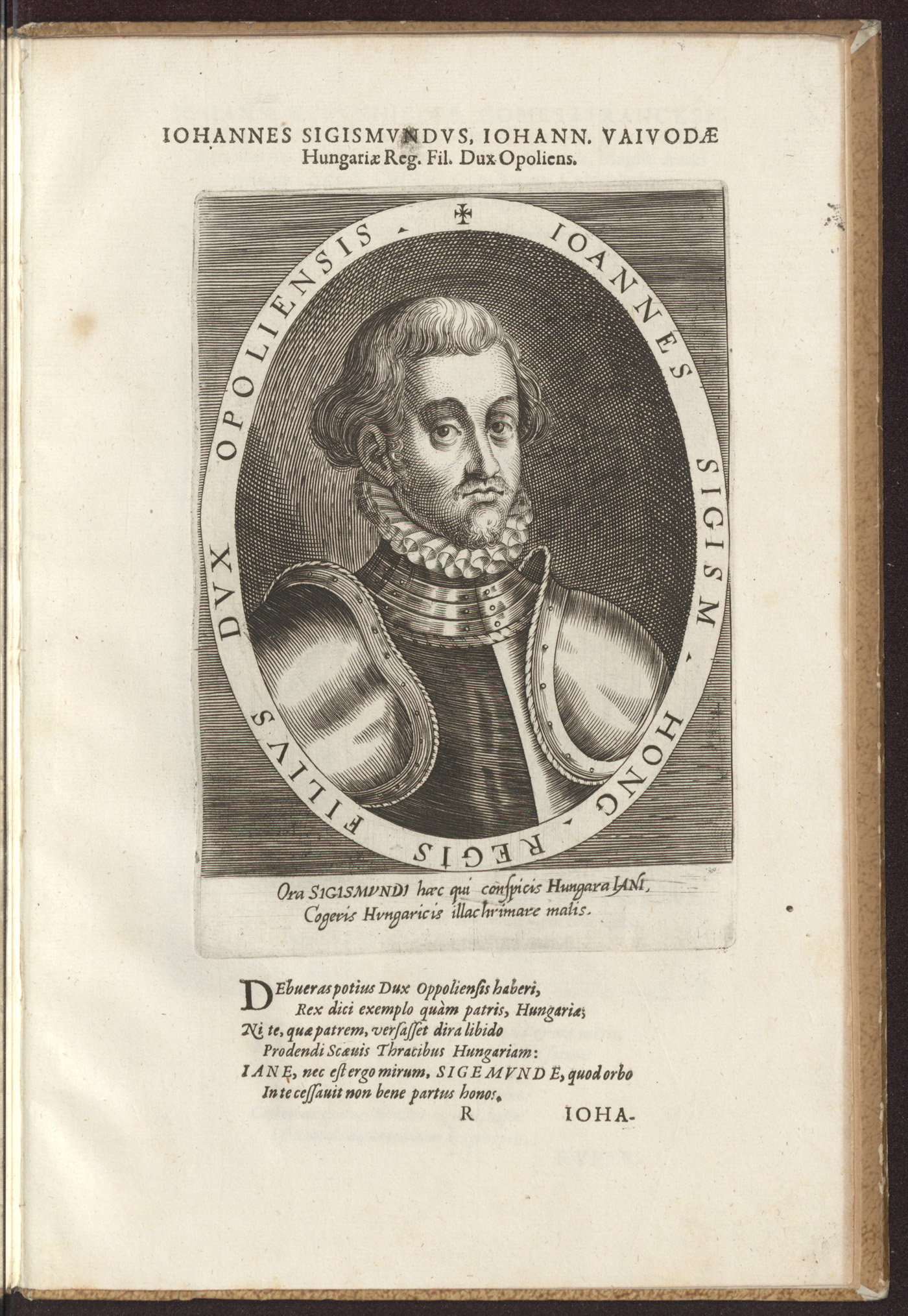
Szapolyai János Zsigmond, aki 1562-ben elhagyta a katolikus vallást, előbb lutheránus (evangélikus), később kálvinista (református), 1569-ben pedig az unitárius egyház hívévé vált

Petrovics – Kálmáncsehi Sánta Márton mentoraként – az egyik fő támogatója volt a magyarországi reformációnak. A Magyarországi Református Egyház 1567-es megszületése előtti protestáns misszió során, miután 1528-ban Petrovics Péter temesi bán megvásárolta az Arad melletti Csála várát, a Maros folyó alsó folyására szerbeket telepített be, akiket református hitre is térített. Szapolyai halála után az Erdélyt kormányzó főurak közül elsősorban Petrovics úgy gondolták, hogy az ifjú erdélyi fejedelem, János Zsigmond uralkodói széke csak úgy biztosítható, ha Erdélyben és vonzáskörzetében a reformált vallást részesítik előnyben, így a volt katolikus egyházi javak jórészével az ország kincstárát gazdagíthatják. Később János Zsigmond is a reformáció hívévé vált.